# Duck (Kaiser Chiefs)
Duck è il settimo album in studio del gruppo musicale britannico Kaiser Chiefs, pubblicato il 26 luglio 2019 dalla Polydor Records.
È prodotto da Ben H. Allen, già al lavoro con la band per il disco Education, Education, Education & War, uscito nel 2014. 

## Accoglienza
A detta di alcuni critici, il sound marcatamente pop già sperimentato dalla band nel disco Stay Together viene combinato con l'impronta indie rock tipica dei primi lavori del complesso. Pur privo del contenuto politico che ha caratterizzato l'album Education, Education, Education & War, il disco contiene riflessioni sulla società moderna e sull'impatto dei social media.

## Tracce
1. People Know How to Love One Another – 3:35
2. Golden Oldies – 4:03
3. Wait – 3:50
4. Target Market – 4:24
5. Don't Just Stand There, Do Something – 2:52
6. Record Collection – 4:17
7. The Only Ones – 3:50
8. Lucky Shirt – 3:47
9. Electric Heart – 3:10
10. Northern Holiday – 3:36
11. Kurt vs. Frasier (The Battle for Seattle) – 3:24

Durata totale: 40:48